# Aleksàndrovka (Altai)
Aleksàndrovka — Александровка (rus) — és un poble del krai de l'Altai, a Rússia, que el 2013 tenia 394 habitants. Pertany al districte de Lóktevski.